# Presidenti della Comunità di Madrid
Il presidente della Comunità di Madrid (in spagnolo Presidente de la Comunidad de Madrid) è il capo del governo e il rappresentante supremo della comunità autonoma di Madrid (guida l'esecutivo regionale e designa i consiglieri e i vice presidenti). Viene eletto periodicamente dall'Assemblea di Madrid ogni quattro anni, in elezioni congiunte dei comuni e della comunità. La Comunità di Madrid è una comunità autonoma uniprovinciale ed è omonima della provincia di Madrid.
Nel corso della storia della Comunità, dalla sua creazione nel 1983, sette persone hanno ricoperto la presidenza della comunità. L'attuale presidente della Comunità di Madrid è Isabel Díaz Ayuso, del Partito Popolare.

## Elenco
| Immagine           | Presidente (Nascita–Morte)             | Partito | Mandato                                        |
| ------------------ | -------------------------------------- | ------- | ---------------------------------------------- |
| Leguina            | Joaquín Leguina Herrán (1941)          | PSOE    | 14 giugno 1983 – 30 giugno 1995                |
| Ruiz-Gallardón     | Alberto Ruiz-Gallardón (1958)          | PP      | 30 giugno 1995 – 21 novembre 2003              |
| Aguirre            | Esperanza Aguirre (1952)               | PP      | 21 novembre 2003 – 27 settembre 2012 (dimesso) |
| González           | Ignacio González González (1960)       | PP      | 27 settembre 2012 – 25 giugno 2015             |
| Cifuentes          | Cristina Cifuentes (1964)              | PP      | 25 giugno 2015 – 25 aprile 2018 (dimesso)      |
| Ángel Garrido      | Ángel Garrido (1964)                   | PP      | 25 aprile 2018 – 11 aprile 2019 (dimesso)      |
| Pedro Rollán Ojeda | Pedro Rollán Ojeda (1969) (ad interim) | PP      | 11 aprile 2019 – 19 agosto 2019                |
| Isabel Ayuso       | Isabel Díaz Ayuso (1978)               | PP      | 19 agosto 2019 – in carica                     |